# 上海路立交桥

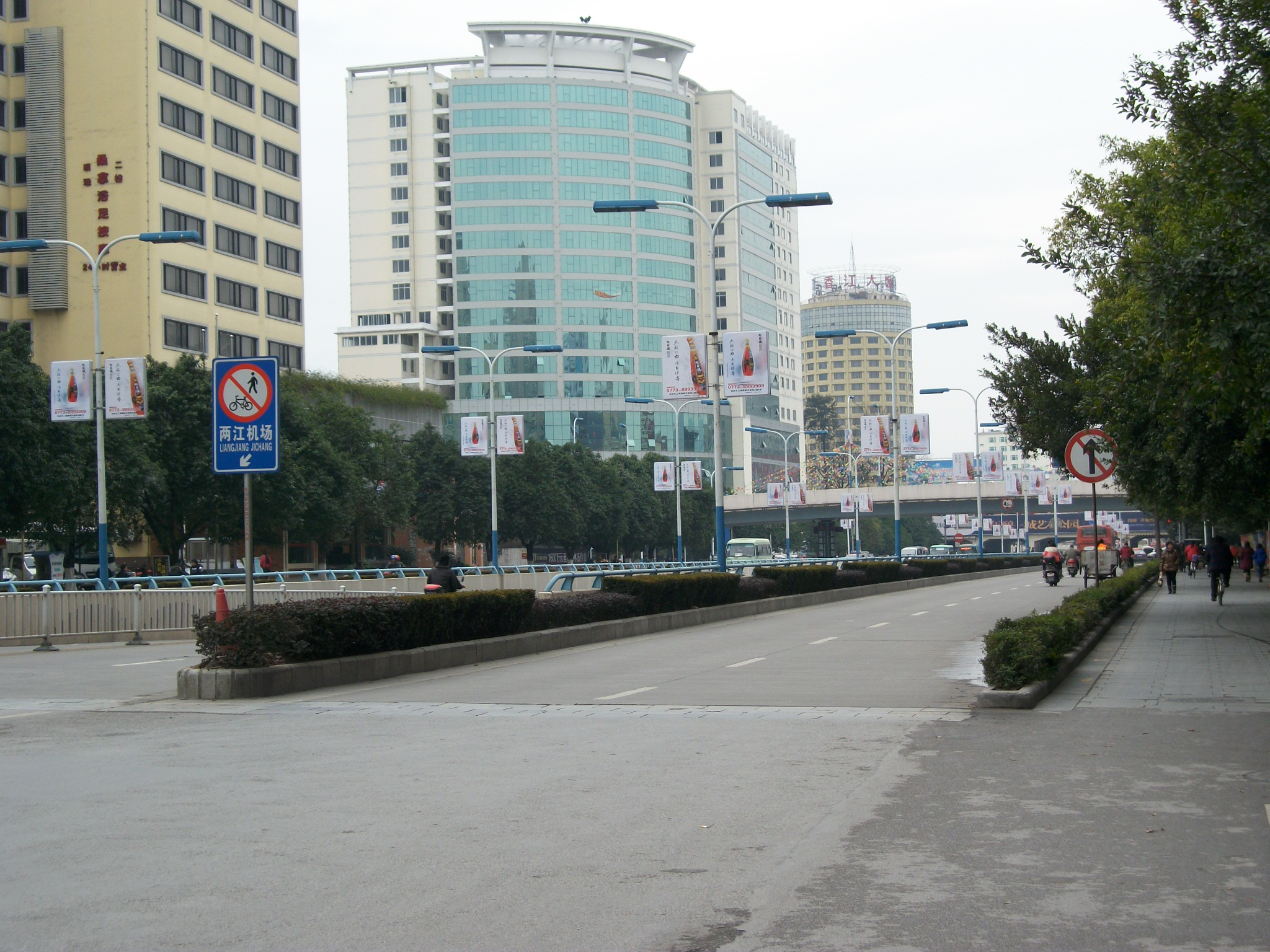
上海路立交桥

上海路立交桥是广西桂林第一座三层立交桥，位于上海路中间偏西。官方称该工程是“同类工程中酝酿时间最长、征求群众意见范围最广、引起国内外专家关注最多的工程”。

## 特点
上海路立交桥是一座三层交通桥，上层为高架桥，连接南北道路（中山南路）长320米，跨度130米；中层为平交；立交桥下层的下穿隧道连接东西道路（上海路），大约长316米。桥的造型壮观、装饰典雅、灯饰亮丽，晚上更现气派，成了桂林市中心的一个标志性建筑。
2000年12月31日，上海路立交桥工程开工，策划、决策、论证再到施工经历了近两年时间，可归纳到上海路二期工程，和湘桂铁路下穿隧道、机场路二期工程连为一体。
未建成前由于交叉口的流量过大，交通事故常有发生。上海路立交桥建成后有效地解决了这个问题，城市中心区南北与东西向道路的交通瓶颈也随之成为历史。上海路立交桥的成功给桂林市提供了新思路，为解决其他交通阻塞点问题做出了参考。2001年11月28日，上海市立交桥改建工程竣工通车，它也是桂林市内第一座现代化立交桥。项目设计主管王小青因此工程获得广西壮族自治区优质工程奖。

## 观点
上海路立交桥曾被报道出有多处破损，后官方解释是材料问题并进行了整改。